# Первый министр Шотландии
Первый министр Шотландии, неофициально — премьер-министр Шотландии (англ. First minister of Scotland; гэльск. Prìomh Mhinistear na h-Alba; скотс Heid Meinister o Scotland) — глава правительства и политический лидер Шотландии.

## История
Должность первого министра была учреждена в 1999 году одновременно с воссозданием парламента Шотландии после референдума о деволюции 1997 года.

## Назначение и полномочия
Первый министр Шотландии избирается из числа депутатов парламента Шотландии, после чего происходит назначение на должность монархом Соединённого Королевства и утверждение в должности путём принятия присяги перед Сессионным судом. Первый министр затем формирует кабинет, а также назначает на должность высших чиновников в судебной системе Шотландии и других органах власти. Первый министр Шотландии также является членом Тайного совета Британского монарха и имеет право на титул «весьма достопочтенный» (англ. The Right Honourable).
Полномочия первого министра закреплены в Акте о Шотландии 1998 года. Срок полномочий первого министра не ограничен сроком работы парламента Шотландии и может быть прекращён либо в связи с отставкой, либо в результате голосования по вотуму недоверия в парламенте страны.
Помимо законодательно закреплённых полномочий, в соответствии с неписаной конституцией Великобритании, первый министр как представитель Короны и глава государственной исполнительной власти в Шотландии также наделён некоторыми королевскими прерогативами, к которым можно отнести, например, право помилования, назначение Лорда Льва и прочие. Первый министр также является официальным хранителем Большой печати Шотландии и имеет право вывешивать Королевский штандарт Шотландии.

Королевский штандарт Шотландии – символ исполнительной власти страны

Первый министр также официально представляет Шотландию и продвигает её интересы на международной арене.
На данный момент обязанности первого министра исполняет лидер Шотландской национальной партии — Джон Суинни.

## Список первых министров Шотландии
Данный список включает в себя пятерых шотландских политических деятелей, занимавших пост первого министра.
|  | Лейбористская партия            |
|  | Шотландская национальная партия |
|  | Либеральные демократы           |

| #     | Премьер-министр | Премьер-министр             | Оригинальное имя | Начало полномочий    | Конец полномочий     | Партия                          |
| ----- | --------------- | --------------------------- | ---------------- | -------------------- | -------------------- | ------------------------------- |
| 1     |                 | Дональд Дьюар (1937—2000)   | Donald Dewar     | 17 мая 1999 года     | 11 октября 2000 года | Лейбористская партия            |
| и. о. |                 | Джим Уоллес (род. 1954)     | Jim Wallace      | 11 октября           | 27 октября 2000 года | Либеральные демократы           |
| 2     |                 | Генри Маклиш (род. 1948)    | Henry McLeish    | 27 октября 2000 года | 8 ноября 2001 года   | Лейбористская партия            |
| и. о. |                 | Джим Уоллес (род. 1954)     | Jim Wallace      | 8 ноября             | 27 ноября 2001 года  | Либеральные демократы           |
| 3     |                 | Джек Макконнелл (род. 1960) | Jack McConnell   | 27 ноября 2001 года  | 16 мая 2007 года     | Лейбористская партия            |
| 4     |                 | Алекс Салмонд (1954—2024)   | Alex Salmond     | 17 мая 2007 года     | 18 ноября 2014 года  | Шотландская национальная партия |
| 5     |                 | Никола Стерджен (род. 1970) | Nicola Sturgeon  | 20 ноября 2014 года  | 28 марта 2023 года   | Шотландская национальная партия |
| 6     |                 | Хамза Юсаф (род. 1985)      | Humza Yousaf     | 29 марта 2023 года   | 7 мая 2024 года      | Шотландская национальная партия |
| 7     |                 | Джон Суинни (род. 1964)     | John Swinney     | 8 мая 2024 года      | н. в.                | Шотландская национальная партия |